# Nápoly II. kerülete
Nápoly II. kerületét a következő városnegyedek alkotják:

## Avvocata
Avvocata Nápoly egyik negyede. Nevének eredete az olasz avvocato-ra vezethető vissza, melynek jelentése védő, pártoló és mely a Szűzanya pártfogására utal. A görög-római Nápolytól keletre fekszik és ez volt az első városrész amelyet a spanyol alkirályok alapítottak a XVI. század közepén. A negyed központja a Piazza Dante. 

## Mercato
Mercato (jelentése piac) Nápoly egyik negyede a város délkeleti részén, a kikötőtől határolva. Ahogyan azt nevéből is érthető, itt volt a középkori Nápoly piactere (Piazza Mercato). A térnek fontos történelmi jelentőséget kölcsönöz, hogy itt végezték ki Konradint, innen indult a Masaniello-felkelés valamint itt végezték a Második Nápolyi Köztársaság vezetőit, miután a királypártiak visszafoglalták a várost. A második világháborúban súlyos bombatámadások áldozata volt a kikötő közelsége miatt. Főbb látnivalói: Santa Maria del Carmine templom, Sant’Eligio Maggiore templom.

## Montecalvario
Montecalvario (jelentése: Kálvária hegye) Nápoly egyik negyede. A görög-római Nápolytól nyugatra fekszik, az Avvocata negyedtől délre és a Via Toledo környékét foglalja magába. Központja a Piazza Carità. Főbb látnivalói: Oratorio della confraternità dei Bianchi templom, San Nicola alla Carità templom, Santa Maria delle Grazie a Toledo templom,  Spirito Santo templom, Palazzo Doria d’Angri.

## Pendino
Pendino Nápoly egyik negyede a Via Duomo környékén, mely a történelmi óváros egyik észak-dél irányú főutcája. Az 1900-as évek első felében véghezvitt városrendezési munkálatok során a negyed arculatát drasztikusan átszabták. Egyik ilyen átalakítás a Via Duomo kiszélesítése volt, ezáltal könnyítve a kikötő elérhetőségét. Főbb látnivalói: Nápolyi dóm, San Giorgio Maggiore templom, Santa Maria degli Angeli alle Croci templom, Palazzo Como

## Porto
A Nápolyi kikötő Olaszország második legnagyobbja a Civitavecchiai kikötő után. 

## San Giuseppe
San Giuseppe (olasz nyelven Szent József) Nápoly egyik negyede, mely a történelmi óváros nyugati részét foglalja el, beleértve a Piazza Gesù Nuovót, a Via Benedetto Croce (Spaccanapoli) épületeit, a Piazza San Domenico Maggioret. Főbb látnivalók: Gesù Nuovo templom, Santa Chiara templom, Szeplőtlen Szűz oszlopa, San Domenico Maggiore bazilika, Santa Marta templom, Palazzo Filomarino.

## Külső hivatkozások
- http://www.comune.napoli.it